# Jean Bérenger (historien)
Pour les articles homonymes, voir Bérenger et Jean Bérenger.
Jean Bérenger, né le 2 octobre 1934 à Rouen et mort de 8 septembre 2024 à Caen, est un historien français, directeur de recherches au CNRS, professeur au Département d'Histoire de l'Université de Rennes II, avant d'intégrer la Faculté de sciences historiques de l'université de Strasbourg puis, à partir de 1990, l'université Paris-Sorbonne.
Il est spécialiste de l'histoire des pays d'Europe centrale et orientale et d'histoire militaire, essentiellement pendant l'époque moderne, mais a également publié des travaux sur l'époque contemporaine. Son doctorat traitait de l'histoire de l'Autriche et de la Hongrie au XVIIe siècle.
Il a colaboré avec les historiens et les romanistes tchèques de l'Université de Bohême du Sud et a obtenu le titre de docteur honoris causa de ladite Université en novembre 2010. Sa collaboration a été mentionnée dans la nécrologie de Václav Bůžek et Jitka Radimská.

## Publications (sélection)
- Tolérance ou paix de religion en Europe centrale : 1415-1792, Honoré Champion, 2000  (ISBN 978-2-7453-0189-5), Prix Monseigneur-Marcel 2001 de l’Académie française
- L'Autriche-Hongrie, 1815-1918, Armand Colin, 1998  (ISBN 978-2-200-21743-3)
- La révolution militaire en Europe (XVe – XVIIIe siècles), Economica, 1998 sous la direction de Jean Bérenger.
- Guerre et paix dans l'Europe du XVIIe siècle, Sedes, 1995, trois tomes.  (ISBN 978-2-7181-3215-0),  (ISBN 978-2-7181-3506-9)
- Histoire de l'Autriche, Presses universitaires de France, 1994  (ISBN 978-2-13-046685-7) (coll. « Que sais-je ? » n° 222)
- Histoire de l'empire des Habsbourg, 1273-1918, Fayard, 1990  (ISBN 978-2-213-02297-0)
- Turenne, Fayard, 1987  (ISBN 978-2-213-01970-3) - nombreuses rééditions - Une biographie de ce grand seigneur du XVIIe siècle qui s'inscrit dans le double registre de l'histoire militaire élargie à la géopolitique et de l'histoire sociale[2].
- La Tchécoslovaquie, Presses universitaires de France, 1978  (ISBN 978-2-13-035537-3) (coll. « Que sais-je ? » n° 1726)
- La République autrichienne de 1919 à nos jours, Klincksieck/Didier Érudition, 1971  (ISBN 978-2-86460-583-6)
- Joseph d'Autriche : serviteur de l'État, Fayard, 2007  (ISBN 978-2-213-63458-6)

Il est l'auteur de nombreux articles publiés par l’Encyclopædia Universalis